# Coppa panamericana maschile di pallavolo 2022
La Coppa panamericana maschile di pallavolo 2022 si è svolta dal 9 al 14 agosto 2022 a Gatineau, in Canada: al torneo hanno partecipato otto squadre nazionali tra nordamericane e sudamericane e la vittoria finale è andata per la quarta volta, la seconda consecutiva, a Cuba.

## Impianti
|                                                                           |  |  |
|                                                                           |  |  |
| Centre Slush Puppie Città: Gatineau Capienza: 4 000 Anno d'apertura: 2021 |  |  |

## Regolamento

### Formula
Le squadre hanno disputato una prima fase a gironi con formula del girone all'italiana; al termine della prima fase:
- Le prime tre classificate di ogni girone hanno acceduto alla fase finale per il primo posto, strutturata in quarti di finale, a cui hanno partecipato solo la seconda e la terza classificata, semifinali, finale per il terzo posto e finale.
- L'ultima classificata di ogni girone e le due eliminate ai quarti di finale della fase finale per il primo posto hanno acceduto alla fase finale per il quinto posto, strutturata in semifinali, finale per il settimo posto e finale per il quinto posto.

### Criteri di classifica
Se il risultato finale è stato di 3-0 sono stati assegnati 5 punti alla squadra vincente e 0 a quella sconfitta, se il risultato finale è stato di 3-1 sono stati assegnati 4 punti alla squadra vincente e 1 a quella sconfitta, se il risultato finale è stato di 3-2 sono stati assegnati 3 punti alla squadra vincente e 2 a quella sconfitta.
L'ordine del posizionamento in classifica è stato definito in base a:
- Numero di partite vinte;
- Punti;
- Ratio dei set vinti/persi;
- Ratio dei punti realizzati/subiti;
- Risultati degli scontri diretti.

## Squadre partecipanti
| Squadra         | Qualificazione      | Ultima partecipazione |
| --------------- | ------------------- | --------------------- |
| Brasile         | -                   | Messico 2018          |
| Canada          | Paese organizzatore | Messico 2019          |
| Cile            | -                   | Messico 2019          |
| Cuba            | -                   | Messico 2019          |
| Messico         | -                   | Messico 2019          |
| Porto Rico      | -                   | Messico 2019          |
| Rep. Dominicana | -                   | Messico 2019          |
| Stati Uniti     | -                   | Messico 2019          |

## Torneo

### Fase a gironi
| Girone A        | Girone B   |
| --------------- | ---------- |
| Cile            | Brasile    |
| Cuba            | Canada     |
| Rep. Dominicana | Messico    |
| Stati Uniti     | Porto Rico |

#### Girone A

##### Risultati
| 9 agosto 2022 Centre Slush Puppie, Gatineau Durata: 1h:31 - Spettatori: 112  | Rep. Dominicana | 0 - 3 | Stati Uniti     | 23-25, 23-25, 23-25        |
| 9 agosto 2022 Centre Slush Puppie, Gatineau Durata: 1h:29 - Spettatori: 318  | Cile            | 0 - 3 | Cuba            | 17-25, 20-25, 26-28        |
| 10 agosto 2022 Centre Slush Puppie, Gatineau Durata: 1h:17 - Spettatori: 79  | Cuba            | 3 - 0 | Rep. Dominicana | 25-21, 25-21, 25-21        |
| 10 agosto 2022 Centre Slush Puppie, Gatineau Durata: 1h:42 - Spettatori: 284 | Stati Uniti     | 3 - 0 | Cile            | 25-22, 25-17, 25-14        |
| 11 agosto 2022 Centre Slush Puppie, Gatineau Durata: 1h:53 - Spettatori: 189 | Cile            | 3 - 1 | Rep. Dominicana | 21-25, 25-22, 25-23, 25-15 |
| 11 agosto 2022 Centre Slush Puppie, Gatineau Durata: 1h:12 - Spettatori: 425 | Stati Uniti     | 0 - 3 | Cuba            | 21-25, 20-25, 19-25        |

##### Classifica
| Pos | Squadra         | Pt | G | V | P | SV | SP | Ratio | PF  | PS  | Ratio |
| --- | --------------- | -- | - | - | - | -- | -- | ----- | --- | --- | ----- |
| 1   | Cuba            | 15 | 3 | 3 | 0 | 9  | 0  | MAX   | 228 | 186 | 1,225 |
| 2   | Stati Uniti     | 10 | 3 | 2 | 1 | 6  | 3  | 2,000 | 210 | 197 | 1,065 |
| 3   | Cile            | 4  | 3 | 1 | 2 | 3  | 7  | 0,428 | 212 | 238 | 0,890 |
| 4   | Rep. Dominicana | 1  | 3 | 0 | 3 | 1  | 9  | 0,111 | 217 | 246 | 0,882 |

#### Girone B

##### Risultati
| 9 agosto 2022 Centre Slush Puppie, Gatineau Durata: 2h:00 - Spettatori: 185  | Brasile | 1 - 3 | Porto Rico | 21-25, 18-25, 25-21, 25-27        |
| 9 agosto 2022 Centre Slush Puppie, Gatineau Durata: 2h:22 - Spettatori: 400  | Canada  | 2 - 3 | Messico    | 25-23, 25-13, 21-25, 23-25, 11-15 |
| 10 agosto 2022 Centre Slush Puppie, Gatineau Durata: 1h:42 - Spettatori: 300 | Brasile | 1 - 3 | Messico    | 25-19, 20-25, 18-25, 19-25        |
| 10 agosto 2022 Centre Slush Puppie, Gatineau Durata: 1h:11 - Spettatori: 500 | Canada  | 3 - 0 | Porto Rico | 25-17, 25-17, 25-18               |
| 11 agosto 2022 Centre Slush Puppie, Gatineau Durata: 2h:06 - Spettatori: 180 | Messico | 2 - 3 | Porto Rico | 14-25, 15-25, 25-21, 25-20, 17-19 |
| 11 agosto 2022 Centre Slush Puppie, Gatineau Durata: 2h:02 - Spettatori: 500 | Canada  | 3 - 2 | Brasile    | 22-25, 25-20, 21-25, 25-20, 15-7  |

##### Classifica
| Pos | Squadra    | Pt | G | V | P | SV | SP | Ratio | PF  | PS  | Ratio |
| --- | ---------- | -- | - | - | - | -- | -- | ----- | --- | --- | ----- |
| 1   | Canada     | 14 | 3 | 3 | 0 | 9  | 1  | 9,000 | 249 | 213 | 1,169 |
| 2   | Messico    | 7  | 3 | 2 | 1 | 6  | 6  | 1,000 | 280 | 259 | 1,081 |
| 3   | Porto Rico | 8  | 3 | 1 | 2 | 6  | 6  | 1,000 | 275 | 275 | 1,000 |
| 4   | Brasile    | 1  | 3 | 0 | 3 | 1  | 9  | 0,111 | 191 | 248 | 0,770 |

### Fase finale

#### Finali 1º e 3º posto
|  | Quarti di finale | Quarti di finale | Quarti di finale |  |  | Semifinali | Semifinali  | Semifinali |  |  | Finale          | Finale          | Finale          |
|  |                  |                  |                  |  |  |            |             |            |  |  |                 |                 |                 |
|  |                  |                  |                  |  |  | 1A         | Cuba        | 3          |  |  |                 |                 |                 |
|  | 2B               | Messico          | 2                |  |  | 3A         | Cile        | 0          |  |  |                 |                 |                 |
|  | 3A               | Cile             | 3                |  |  |            |             |            |  |  | 1A              | Cuba            | 3               |
|  |                  |                  |                  |  |  |            |             |            |  |  | 1B              | Canada          | 0               |
|  |                  |                  |                  |  |  | 1B         | Canada      | 3          |  |  |                 |                 |                 |
|  | 2A               | Stati Uniti      | 3                |  |  | 2A         | Stati Uniti | 2          |  |  | Finale 3° posto | Finale 3° posto | Finale 3° posto |
|  | 3B               | Porto Rico       | 0                |  |  |            |             |            |  |  | 3A              | Cile            | 0               |
|  |                  |                  |                  |  |  |            |             |            |  |  | 2A              | Stati Uniti     | 3               |

##### Quarti di finale
| 12 agosto 2022 Centre Slush Puppie, Gatineau Durata: 2h:08 - Spettatori: 273 | Messico     | 2 - 3 | Cile       | 25-17, 17-25, 21-25, 26-24, 14-16 |
| 12 agosto 2022 Centre Slush Puppie, Gatineau Durata: 1h:28 - Spettatori: 215 | Stati Uniti | 3 - 0 | Porto Rico | 25-17, 29-27, 26-24               |

##### Semifinali
| 13 agosto 2022 Centre Slush Puppie, Gatineau Durata: 1h:19 - Spettatori: 338 | Cuba   | 3 - 0 | Cile        | 25-16, 25-20, 25-21               |
| 13 agosto 2022 Centre Slush Puppie, Gatineau Durata: 2h:08 - Spettatori: 600 | Canada | 3 - 2 | Stati Uniti | 22-25, 21-25, 29-27, 25-23, 15-12 |

##### Finale 3º posto
| 14 agosto 2022 Centre Slush Puppie, Gatineau Durata: 1h:42 - Spettatori: 512 | Cile | 1 - 3 | Stati Uniti | 16-25, 15-25, 25-22, 21-25 |

##### Finale
| 14 agosto 2022 Centre Slush Puppie, Gatineau Durata: 1h:15 - Spettatori: 2 000 | Cuba | 3 - 0 | Canada | 25-17, 25-17, 25-23 |

#### Finali 5º e 7º posto
|  | Semifinali      | Semifinali      | Semifinali |         |            | Finale 7º posto | Finale 7º posto | Finale 7º posto |  |
|  |                 |                 |            |         |            |                 |                 |                 |  |
|  | Brasile         | Brasile         | 0          |         |            |                 |                 |                 |  |
|  | Brasile         | Brasile         | 0          |         |            |                 |                 |                 |  |
|  | Porto Rico      | Porto Rico      | 3          |         |            |                 |                 |                 |  |
|  | Porto Rico      | Porto Rico      | 3          |         | Porto Rico | Porto Rico      | 3               |                 |  |
|  |                 |                 |            |         | Porto Rico | Porto Rico      | 3               |                 |  |
|  |                 |                 | Messico    | Messico | 1          |                 |                 |                 |  |
|  | Rep. Dominicana | Rep. Dominicana | Messico    | Messico | 1          | 1               |                 |                 |  |
|  | Rep. Dominicana | Rep. Dominicana |            |         |            | 1               |                 |                 |  |
|  | Messico         | Messico         | 3          |         |            | Finale 9º posto | Finale 9º posto | Finale 9º posto |  |
|  | Messico         | Messico         | 3          |         |            |                 |                 |                 |  |
|  |                 |                 |            |         |            |                 |                 |                 |  |
|  |                 |                 |            |         |            | Brasile         | Brasile         | 2               |  |
|  |                 |                 |            |         |            | Brasile         | Brasile         | 2               |  |
|  |                 |                 |            |         |            | Rep. Dominicana | Rep. Dominicana | 3               |  |

##### Semifinali
| 13 agosto 2022 Centre Slush Puppie, Gatineau Durata: 1h:20 - Spettatori: 147 | Brasile         | 0 - 3 | Porto Rico | 23-25, 22-25, 19-25        |
| 13 agosto 2022 Centre Slush Puppie, Gatineau Durata: 1h:40 - Spettatori: 200 | Rep. Dominicana | 1 - 3 | Messico    | 14-25, 29-27, 18-25, 15-25 |

##### Finale 7º posto
| 14 agosto 2022 Centre Slush Puppie, Gatineau Durata: 2h:17 - Spettatori: 200 | Brasile | 2 - 3 | Rep. Dominicana | 23-25, 25-22, 17-25, 25-18, 10-15 |

##### Finale 5º posto
| 14 agosto 2022 Centre Slush Puppie, Gatineau Durata: 2h:09 - Spettatori: 200 | Porto Rico | 3 - 1 | Messico | 26-24, 25-27, 25-23, 25-19 |

## Classifica finale
| Pos     | Squadra         | Rosa |
| ------- | --------------- | --- |
| Oro     | Cuba            | Formazione: 2 Melgarejo, 3 Cárdenas, 4 Sánchez, 5 Concepción, 7 García, 9 Osoria, 10 Gutiérrez, 11 Taboada, 12 Herrera, 13 Simón, 14 Goide, 17 Alonso, 18 López, 23 Yant, CT: Vives                  |
| Argento | Canada          | Formazione: 1 Pereira, 4 Canham, 8 C. Ketrzynski, 11 House, 13 Elgert, 14 X. Ketrzynski, 15 Wilson, 16 Schnitzer, 18 Lui, 19 Hofer, 21 Herr, 23 McCarthy, 24 Elser, 25 Cooper, CT: Lewis             |
| Bronzo  | Stati Uniti     | Formazione: 2 Jenness, 3 Shaw, 7 Pasteur, 9 Hanes, 11 Sani, 13 Gasman, 14 Isaacson, 16 Omene, 18 Ezeonu, 19 Worsley, 21 Briggs, 22 McCauley, 24 Wildman, 26 McHenry, CT: Read                        |
| 4       | Cile            | Formazione: 1 Villarreal, 2 Ibarra, 3 Araya, 4 T. Parraguirre, 5 V. Parraguirre, 6 Gago, 8 Collao, 9 Bonačić, 10 Mardones, 11 Jadue, 14 Díaz, 15 Castillo, 17 Bravo, 19 Banda, CT: Nejamkin          |
| 5       | Porto Rico      | Formazione: 2 Lawrence, 3 Hoyos, 4 Del Valle, 5 Nieves, 7 Iglesias, 8 López, 9 Molina, 12 Cabrera, 14 Vargas, 15 Rodríguez, 16 Ellis, 17 Alomar, 18 Elías, 20 Fiorentino, CT: Antonetti              |
| 6       | Messico         | Formazione: 2 J. Mendoza, 3 Bravo, 4 Ferrán, 6 J. López, 7 González, 8 E. Mendoza, 9 Téllez, 12 Fuentes, 14 Martínez, 15 Aranda, 16 Chávez, 18 Sanay, 20 Hernández, 21 B. López, CT: Azair           |
| 7       | Rep. Dominicana | Formazione: 1 Tapia, 2 Reinoso, 4 Hernández, 5 Almonte, 6 Méndez, 7 Toribio, 8 López, 9 Turbides, 10 Matos, 13 Romero, 14 Ramírez, 15 Rosario, 18 Ortiz, 19 Cruz, CT: Gutiérrez                      |
| 8       | Brasile         | Formazione: 1 Sousa, 2 Cardoso, 3 Stragliotto, 4 Oishi, 5 Cipriano, 7 do Nascimento, 8 Neufeld, 10 Oliveira, 11 de Castro, 14 França, 15 Souza, 16 da Conceição, 19 Bento, 20 Bergmann, CT: Ferreira |

|  | Qualificata ai XIX Giochi panamericani |

## Premi individuali
| Premio                | Nome                 | Squadra     |
| --------------------- | -------------------- | ----------- |
| MVP                   | Osniel Melgarejo     | Cuba        |
| Miglior realizzatore  | Vicente Parraguirre  | Cile        |
| Miglior servizio      | Miguel Ángel López   | Cuba        |
| Miglior difesa        | Mason Briggs         | Stati Uniti |
| Miglior ricevitore    | Yonder García        | Cuba        |
| Miglior palleggiatore | Luke Herr            | Canada      |
| Miglior opposto       | Jesús Herrera        | Cuba        |
| Miglior schiacciatore | Osniel Melgarejo     | Cuba        |
| Miglior schiacciatore | Vicente Parraguirre  | Cile        |
| Miglior centrale      | Nyerovwome Omene     | Stati Uniti |
| Miglior centrale      | Thiery do Nascimento | Brasile     |
| Miglior libero        | Yonder García        | Cuba        |